# 長野県道31号長野大町線
長野県道31号長野大町線（ながのけんどう31ごう ながのおおまちせん）は、長野県長野市と大町市を結ぶ県道（主要地方道）である。
起点から長野市笹平の笹平トンネル東交差点までは国道19号との重用である。またバイパス路線として白馬長野有料道路も県道31号となっている。長野県道33号白馬美麻線とあわせて「オリンピック道路」と呼ばれている。

## 概要
この路線は長野と大町を結ぶ「大町街道」を踏襲して1920年（大正9年）に府県道長野大町線として認定されたのが最初であり、長野県で最も歴史の古い県道の一つである（それ以前にも仮定県道大町街道であった）。現在国道19号と重用している起点・笹平間は、当初長野大町線の単独区間であったが、府県道長野飯田線が北国西街道（現国道403号）経由から現在の犀川沿い（現国道19号）へと路線の変更がされたため、それ以来長野飯田線の国道昇格後も重用が継続されている。
長野市と大北地域（大町市・北安曇郡）を結ぶ路線は、他に並行して国道406号も存在するが、この県道は長野オリンピックの長野会場と白馬会場を結ぶ動脈として整備されており、また国道406号に未整備区間が多く残るため、国道よりも交通量が多い。
大町市内の終点付近の路線は、平成23年の道路現況では大町街道を通って山間部から直接大黒交差点付近へと至ることになっているが、実際には平成12年に道路の区域の変更があり、山間部から南借馬交差点へと接続する路線へと変更されていて、実際の路線が反映されたデータではなかった。その後平成23年に国道148号の大黒町交差点から南借馬交差点への旧道部が国道指定から外れたことにともない、その区間が県道31号の区域へと決定されたため、現在では大黒町交差点が正式な終点となっている。

### 路線データ
- 路線認定[3]
  - 起点：長野市中御所町
  - 終点：大町市字大町
  - 重要な経過地：更級郡信里村（現長野市）、上水内郡中条村（現長野市）、北安曇郡美麻村（現大町市）
- 道路の区域[4]
  - 起点：長野市中御所町四丁目4丁目12番地先（中御所交差点＝国道19号・国道117号交点）
  - 終点：大町市大町追分1508番の14地先（大黒町交差点＝国道147号起点）
  - 実延長：37.2633 km
- 道路法第7条第1項該当号：1号[5]

## 歴史
- 1920年（大正9年）4月1日 - 長野県が県道長野大町線を認定[6]。
- 1954年（昭和29年）1月20日：建設省（現・国土交通省）が長野大町線を主要地方道に指定[7]。
- 1993年（平成5年）5月11日 - 建設省から、県道長野大町線が主要地方道に再指定される[8]。

## 路線状況

### 別名
- 西街道（中御所交差点 - 長野市七二会大安寺付近）
- 大町街道（長野市七二会大安寺付近 - 大黒町交差点）
- オリンピック道路（安庭IC - 青具交差点）

### バイパス
- 白馬長野有料道路

### 重複区間
- 国道19号（長野市中御所町・中御所交差点 - 長野市七二会・笹平トンネル東交差点）
- 長野県道36号信濃信州新線（上水内郡小川村高府 - 上水内郡小川村高府・高府交差点）

### 道の駅
- 道の駅中条
- 道の駅おがわ
- 道の駅ぽかぽかランド美麻

## 地理

### 通過する自治体
- 長野市
- 上水内郡小川村
- 大町市

### 長野市
- 国道19号・国道117号（長野市中御所町・中御所交差点、起点）
- 長野県道405号川中島停車場線（長野市安茂里小市・小市交差点）
- 長野県道406号入山小市線（長野市安茂里小市・小市西交差点）
- 長野県道381号小松原川中島停車場線（篠ノ井小松原・両郡橋交差点）
- 国道19号 長野南バイパス（篠ノ井小松原・小松原トンネル西交差点）【北緯36度36分53.5秒 東経138度5分7.3秒 / 北緯36.614861度 東経138.085361度】
- 長野県道86号戸隠篠ノ井線（長野市篠ノ井山布施・村山交差点）
- 国道19号（長野市七二会・笹平トンネル東交差点）
- 長野県道86号戸隠篠ノ井線（長野市七二会大安寺東）
- 長野県道452号古屋敷境ノ沢線（長野市中条）
- 長野県道475号信州新中条線（長野市中条）

#### バイパス区間
- 安庭IC（信更町安庭＝バイパス起点）
  - 国道19号（西街道）

### 小川村
- 長野県道36号信濃信州新線（上水内郡小川村高府）
- 長野県道36号信濃信州新線（上水内郡小川村高府・高府交差点）

### 大町市
- 長野県道497号美麻八坂線（大町市美麻）
- 長野県道33号白馬美麻線 オリンピック道路（大町市美麻・青具交差点）
- 長野県道393号小島信濃木崎停車場線（大町市美麻新行・新行交差点）
- 長野県道394号川口大町線（大町市大町）
- 国道148号 大町バイパス（大町市大町・南借馬交差点）
- 長野県道45号扇沢大町線（大町市大町・文化会館入口交差点）
- 国道147号・長野県道474号信濃大町停車場線（大町市大町・大黒町交差点、終点）

### 沿線にある施設など
- JR信越本線 安茂里駅
- 犀川
- 小田切ダム
- 笹平ダム
- 土尻川
- 長野市中条支所
- 長野県長野西高等学校中条校
- 長野市立中条中学校
- 長野市立中条小学校
- 小川村役場
- 小川村立小川中学校
- 小川村立小川小学校